# Tutti pazzi a Tel Aviv
Tutti pazzi a Tel Aviv (Tel Aviv on Fire) è un film del 2018 diretto da Sameh Zoabi.

## Trama
Salam è un giovane palestinese che vive a Gerusalemme e si arrangia fra un lavoro saltuario e un altro. È innamorato di Mariam, con cui ha già avuto una relazione in passato, ma i suoi tentativi di approccio non hanno fortuna. La sua vita cambia quando suo zio, produttore della telenovela Tel Aviv Brucia lo assume come aiutante di set; la telenovela racconta la storia di una spia palestinese che deve sedurre un generale israeliano per scoprire i piani dell'esercito nella Guerra dei sei giorni.
Il suo primo giorno di lavoro, mentre rientra a casa, viene bloccato ad un check point israeliano per un malinteso, e per cavarsela durante l'interrogatorio sostiene di essere uno degli autori della telenovela. Il colonnello che lo interroga si lamenta con Salam del fatto che nella telenovela gli israeliani sono messi in cattiva luce, mentre i palestinesi sono dipinti come eroi. Salam allora gli assicura di risolvere il problema, e arriva a promettere che alla fine la spia abbandonerà la causa palestinese e lei e il generale si sposeranno assieme. Cambiare la trama non sarà però facile, e incontrerà le resistenze dello zio e dei finanziatori che si lamentano per la deriva sionista della telenovela.

## Distribuzione
Il film è uscito nelle sale cinematografiche italiane il 9 maggio 2019.